# Politologie
Politologie (složeno z řec. polis – obec, stát [polites – občan] a logos – slovo, výklad [věda]) je multiparadigmatická a multidisciplinární společenská věda o politice, politické teorii a mezinárodních vztazích, původně sociologie politiky. Zabývá se popisem a hodnocením politických jevů, jako je např. fungování státu a politického systému, mocenských organizací a autorit, politické ideologie, význam a chování veřejnosti ve vztahu k politice a také mezinárodní vztahy.

## Moderní politologie
Moderní politologie se rozvinula v 19. století společně s rozvojem moderních liberálních demokracií. Důraz se začal klást na studium politických systémů. Raymond Aron v této souvislosti mluvil o primátu politiky, tedy o skutečnosti, že vše, co odlišuje moderní společnosti, je politického charakteru. Politologie jako moderní společenská věda byla při svém vzniku ovlivněna pozitivismem, tedy odklonem od normativního k empiricko-analytickému přístupu.

### Trojdimenzionální členění politiky
Český pojem politika zahrnuje obrovskou sumu významů, v angloamerických státech proto existují tři výrazy, které jsou v politologii užívány pro přesnější terminologii.
- Polity (formální, institucionální dimenze politiky) – popisuje politické ideje a ideologie, z nichž je odvozen institucionální charakter politického systému. Vymezuje hranice prostoru, v němž dochází k uskutečňování vlastní politiky. Také lze termín definovat jako jednací rámec politiky či určení podmínek, za kterých se politika uskutečňuje, tedy skrze ní dochází k regulaci vztahů mezi mocí výkonnou, zákonodárnou a soudní.
- Politics (procesní, dynamická dimenze politiky, jedná se o oblast činnosti) – rozumí se jí politická vůle, kde se utkávají zájmy a jedni vítězí zatímco druzí odchází poraženi. Za aktéry politických střetů jsou považováni jednotlivci, státy, skupiny a jiné entity.
- Policy (obsahová, věcná dimenze politiky, jedná se o program činnosti) – (tzv. policy research) – je nejnovější odbor politologie zaobírající se jednak souvislostí mezi institucionálními podmínkami a politickým procesem a jednak obsahem a následky státně-politických rozhodnutí

### Charakter politologie
Politologie je nejmladší společenskou vědou a proto docházelo ke sporům jak k ní přistupovat. Maurice Duverger navrhl tři přístupy, které byly vědeckou společností přijaty.
1. Politologie jako průsečík věd – vychází z teze, že politika souvisí s každým aspektem společnosti a státu.
2. Politologie jako reziduální věda – vychází z teze, že by se politologové měli zabývat jen tím, čím se nezabývají ostatní společenští vědci. Tj. strukturou politických stran, volbami apod.
3. Politologie jako syntetická věda – vychází z teze, že je politologie nadstavbou ostatních společenských věd. Tedy, že jejím úkolem je shrnout a zobecnit poznatky ostatních věd.

### Vnitřní členění politologie
Na následujícím členění oborů politologie se dohodli experti na konferenci UNESCO konané v Paříži roku 1948.
1. Politická teorie (vč. jejích dějin)
2. Politické instituce (vůdci, ústava, forma vlády, regionální a lokální forma vlády, veřejná správa, ekonomické a sociální funkce vlády, komparace politických institucí)
3. Strany, skupiny a veřejné mínění (politické strany, skupiny a sdružení, účast občanů na vládě a správě, veřejné mínění)
4. Mezinárodní vztahy (mezinárodní politika, mezinárodní organizace, mezinárodní právo)

### Politologické disciplíny
- Obecná politologie a politická metodologie – dějiny politologie a politologických oborů
- Politická teorie a politická filosofie – dějiny a současnost politických teorií
- Srovnávací politologie (komparativní politologie) – porovnávání zemí a jejich politických systémů za účelem nalezení společných bodů a nových východisek k dalšímu zkoumání
- Politická sociologie – sociologická hlediska politických jevů (sociologie politiky)
- Politická psychologie – psychologická hlediska politických jevů
- Veřejná a správní politika – hodnocení organizací politické správy
- Politická ekonomie – zkoumá společná ekonomická a politická východiska, ekonomický pohled na politiku, vztah ekonomických a politických institucí
- Politická geografie – zabývá se utvářením mocenských vztahů v prostoru
- Geopolitika – vysvětluje vliv geografických faktorů na politiku a historii lidstva
- Politická antropologie – zkoumá politické vztahy ve společnosti a člověka jako politickou bytost
- Mezinárodní vztahy – zkoumá mezistátní a nadstátní úroveň vztahů
- Státověda – zkoumá vznik, fungování a znaky státu a vztahy mezi institucemi

### Členění politologie
Zkoumání v politologii se orientuje třemi podstatnými směry:
- Normativní politologie – filosofickými metodami dochází od obecných východisek ke konkrétním závěrům, hodnotí a zvažuje, co by mělo být přítomno ve společnosti a v politice
- Deskriptivní (pozitivní) politologie (sociologie politiky) – popisuje politické jevy, politickou praxi, politické instituce a mocenské autority
- Predikativní (prognostická) politologie – snaží se o předpovídaní budoucích politických skutečností a procesů, zabývá se možnostmi ovlivňování budoucího vývoje

## Kořeny politologie
Základy politologie pochází ze společenských věd, konkrétně ze starších
1. Sociologie politiky – pozitivní [popisné sociologické] studium státní správy, intenzívněji zejména od druhé poloviny 19. století. Z osobností lze zmínit Maxe Webera.
2. Politická filosofie – normativní kritika dobových politických uspořádání. Dnes se jedná o normativně-ontologický podobor politologie.
3. Právní věda – zejména státověda a ústavní právo. Mezi významné právníky, kteří ovlivnili politologii patří Jean Bodin, z českého prostředí například profesor Vladimír Klokočka.
4. Další vlivy – politická ekonomie, mezinárodní ekonomie, historie, geografie, etnografie, kulturní a sociální antropologie a psychologie.

### Politická filosofie
První pokusy o racionálně založený pohled na politické jevy ve společnosti je možné pozorovat v antickém Řecku v učení sofistů. Sókratés jako první řecký filosof prosazoval nutnost vědění pro politické vůdce, kteří nadto měli být filosofy. Na tento názor navázal Platón v dialogu Ústava naukou o ideálním státě.
Platónovy názory byly odmítnuty dalším významným představitelem antické filosofie Aristotelem, který zdůraznil roli ústavnosti a zákonnosti státní moci. Ve spisu Politika uskutečňuje první systematické zkoumání politiky.
Na pomezí středověku se politikou významně zabýval sv. Augustinus, který ve spise O Boží obci zmiňuje dva druhy státu: dokonalý a věčný stát Boží na jedné straně a hříšný stát světský na straně druhé. Další středověký myslitel sv. Tomáš Akvinský naproti tomu usiluje o racionální pohled, navazuje přitom na Aristotela.
Rozboru politické moci se ujal italský renesanční filosof Niccolò Machiavelli. Ve svém díle Vladař vyzdvihuje absolutní neomezenou vládu jednotlivce a zabývá se vztahem politického rozhodování ke křesťanským morálním hodnotám. Francouz Jean Bodin v díle Šest knih o státu poprvé rozvíjí teorii neomezené a nedělitelné státní suverenity. Roku 1576 zmiňuje pojem science politique.
Pod vlivem racionalismu a osvícenství vytvořil Holanďan Hugo Grotius základy mezinárodního práva. Prosazoval uplatnění přirozeného práva, poprvé uvádí teorii společenské smlouvy, která prezentuje stát jako výsledek dobrovolné smlouvy mezi racionálně myslícími lidmi. Smluvní teorii státu rozvíjeli Angličané Thomas Hobbes a John Locke. V Hobbesově Leviathanu je stát výsledkem uzavřené smlouvy, ale je řízen vládcem s absolutní mocí. John Locke ve svých Dvou pojednáních o vládě uvádí přirozené právo člověka na život, svobodu a majetek. Lidé mají mít též možnost odvolat svého panovníka, pokud by nedodržoval své povinnosti. Prosazováním modelu konstituční monarchie Locke pokládá základy moderní demokracie.
Teorii přímé demokracie uvádí v díle O společenské smlouvě Jean Jacques Rousseau, který se též zabývá sociální nerovností v práci O příčinách a původu nerovností mezi lidmi. Další Francouz Charles Montesquieu v Duchu zákonů prosazuje teorii tří oddělených složek státní moci (exekutiva, legislativa, judikativa). Ovlivněni předcházejícími mysliteli byli otcové americké ústavy Alexander Hamilton a James Madison, a to právě při přípravě základního amerického právního dokumentu.
Němec Immanuel Kant zdůrazňoval roli mravního zákona v politice a mírové uspořádání mezinárodních vztahů. Proti státní autoritě vystoupil William Godwin, předchůdce anarchistického politického myšlení.
Výrazným propagátorem materialistického pojetí dějin a vizí beztřídní komunistické společnosti byl Karl Marx. Proti němu a marxismu vystoupil Max Weber, jenž viděl počátek kapitalismu v protestantském přístupu k životu.
Pro další zkoumání rozvíjející se demokracie a liberalismu byl významný John Stuart Mill a jeho práce O svobodě a Úvahy o vládě ústavní, ve kterých navázal na dřívější názory Jeremyho Benthama.

## Dějiny politologie
S inspirací v antické filosofii (Platón, Aristotelés) a v pozdější politické filosofii vznikla na přelomu 19. a 20. století politologie jako moderní společenská věda. Její význam byl zprvu zřetelný spíše jen v USA, kde navázala na tehdejší závěry empirické sociologie, rozvinula tak zkoumání v praktických politických jevech za použití metod sociologických průzkumů, statistiky a sociometrie.
První katedra politické vědy (resp. Government Politics) byla založena na Kolumbijské univerzitě roku 1857 (resp. 1880 – samostatná katedra a současně první politologická revue). V roce 1901 vznikla katedra politické vědy na Wisconsinské univerzitě, roku 1909 na Harvardově univerzitě. Roku 1903 byla založena Americká asociace politických věd (American Political Science Association) a o tři roky později začal být vydáván časopis American Political Science Review. Anglosaská politologie dominovala po celou první polovinu 20. století.
V Evropě vznikala politologie spíše pod vlivem teoretické sociologie, práva a rozvoje státoprávních teorií. V roce 1871 vznikla ve Francii Škola svobodných politických věd. Následně se politologie začala významně rozvíjet též ve Velké Británii (1895 – London School of Economics and Political Science a v Německu a Rakousku (především zaměřeni na státovědu).
Vymezení politologie od ostatních věd bylo dokončeno až po druhé světové válce. V roce 1949 byla založena Mezinárodní asociace pro politickou vědu (International Political Science Association). Roku 1970 ve Florencii vzniklo Evropské konsorcium pro politický výzkum (EPCR).

## Politologické školy
S neexistující dokonalou exaktností a relativizací závěrů zkoumání v politologii souvisí také parcializace do několika politologických škol, soustředěných na půdách akademií a univerzit po celém světě. Významné jsou především školy:
- normativní (konzervativní) – křesťanské či obecně humanistické hodnoty jsou považovány ve vztahu k politickým jevům za normu chování, politického myšlení a praxe
- empiricko-analytická (neutrální) – normativní hodnoty v politických jevech nejsou akceptovány, naopak je uznávána empirie
- kriticko-dialektická (levicově sociální) – odmítnutí závěrů obou předchozích škol, uznání historického procesu sociální reality

## Politologie v Česku
V Česku byla politologie ovlivněna německými vlivy, tedy se především zabývala státovědou a ústavním právem. Z období První republiky lze zmínit osobnosti jako byli František Weyr nebo Edvard Beneš. Druhým směrem, který se v českém prostředí vyvinul, byla tzv. morální filosofie (Tomáš Garrigue Masaryk nebo Emanuel Rádl).
Po únoru 1948 s nástupem komunistického režimu bylo studium politologie zakázáno. Jedinou výjimkou bylo období tzv. pražského jara roku 1968, kdy byl na pouhý jeden rok otevřen studijní obor politologie. V následném období normalizace byl obor opět zakázán.
Po Sametové revoluci z roku 1989 bylo studium politologie obnoveno. Hlavními tématy politologických studií byly transitologie (přechody z nedemokratických režimů k demokraciím), stranické systémy, teorie demokracie, komparace a mezinárodní vztahy. Dnes je v Česku politologie již plně konsolidovanou vědou.
Z významných českých politologů lze jmenovat profesory Jana Filipa, Petra Fialu, Maxmiliána Strmiska, Miroslava Nováka, Blanku Říchovou a docenty Víta Hlouška, Lubomíra Kopečka, Ladislava Cabadu či Přemysla Rosůlka a další.

### Politologická pracoviště
V Česku se politologická pracoviště formují zejména na půdě univerzit. Mezi významná politologická pracoviště v Česku patří Institut politologických studií Fakulty sociálních věd Univerzity Karlovy, Ústav politologie Filozofické fakulty Univerzity Karlovy, Katedra politologie Fakulty sociálních studií Masarykovy univerzity či Katedra politologie a evropských studií Filozofické fakulty Univerzity Palackého. Politologie je pak vyjma těchto institucí rovněž v Česku vyučována na politologických katedrách Filozofické fakulty Univerzity Hradec Králové, Fakultě filozofické Západočeské univerzity, Filozofické fakultě Univerzity Jana Evangelisty Purkyně, Fakultě mezinárodních vztahů Vysoké školy ekonomické a dále na soukromých vysokých školách Metropolitní univerzitě Praha (katedra politologie a anglofonních studií), CEVRO Univerzitě a vysoké škole AMBIS. Různá pracoviště jsou přitom zaměřena různými směry, například Ústav politologie FF UK je zaměřen primárně na oblast politické teorie a politické filosofie, zatímco Katedra politologie FF UHK je zaměřena na africká a latinskoamerická studia.
Politologicky se pak orientují i některá pracoviště právnických fakult, jmenovitě Katedra politologie a ústavního práva Právnické fakulty Masarykovy univerzity, Katedra politologie a sociologie Právnické fakulty Univerzity Karlovy a Katedra politologie a společenských věd Právnické fakulty Univerzity Palackého. Na Fakultě sociálně ekonomické Univerzity Jana Evangelisty Purkyně poté působí Katedra práva a politologie. Na Ústavu práva a právní vědy je pak možné studovat obor Ústavní právo a politologie, po jehož absolvování absolvent získá titul LL.M.
Na Masarykově univerzitě vedle Katedry politologie rovněž působí Mezinárodní politologický ústav, který je vydavatelem Politologického časopisu. Z hlediska politologického bádání je rovněž významný Sociologický ústav Akademie věd České republiky, přičemž politologických témat se někdy dotýká jím vydávaný Sociologický časopis. Katedra politologie Institutu politologických studií také publikuje časopis Acta Politologica. Do roku 2021 byla vydavatelem vlastního časopisu s titulem Politologická revue také Česká společnost pro politické vědy (dnes fungující pod názvem Česká politologická společnost). S oborem politologie je pak spřízněna celá řada dalších pracovišť zaměřujících se na oblast mezinárodních vztahů, teritoriálních studií, sociologie a některých dalších společenskovědních disciplín.

#### Politologie na Slovensku
Mezi nejvýznamnější politologická pracoviště na Slovensku patří zřejmě Katedra politológie Filozofické fakulty Univerzity Komenského v Bratislavě a Katedra politológie na Trnavské univerzitě v Trnavě, kde navíc je publikován časopis Slovenská politologická revue. Na Ústavu politických věd Slovenské akademie věd je pak také publikován časopis Studia Politica Slovaca. Vedle toho je na Slovensku politologie vyučována na univerzitách v Košicích, Prešově, Nitře, Banské Bystrici a Trenčíně.